# Fragneto l'Abate
Fragneto l'Abate est une commune italienne de la province de Bénévent dans la région Campanie en Italie.

## Histoire
En 1087, Bohémond de Tarente est battu à Bataille de Fragneto par son demi-frère Roger Borsa
Le dénombrement des plans et terres de l'abbaye Sainte-Sophie de Bénévent en donne 1713, les terres de cette paroisse comme possession de cette abbaye

## Administration
| Période                                  | Période | Identité | Étiquette | Qualité |
| ---------------------------------------- | ------- | -------- | --------- | ------- |
|                                          |         |          |           |         |
| Les données manquantes sont à compléter. |         |          |           |         |

### Communes limitrophes
Campolattaro, Circello, Fragneto Monforte, Pesco Sannita, Reino